# GSC7873-1198
GSC7873-1198 — хімічно пекулярна зоря спектрального класу
Зорі спектрального класу й має видиму зоряну величину в смузі V приблизно 12,1.